# Narząd trofobiotyczny
Narząd trofobiotyczny – narząd obecny na odwłoku niektórych mszyc.
Narząd trofobiotyczny umieszczony jest na płytce analnej, czyli ostatnim sternicie odwłoka. Obecny jest u gatunków żyjących w trofobiozie z mrówkami. Ma postać specjalnie ułożónych włosków, których zadaniem jest zatrzymywanie kropli płynnego kału.
Układ i liczba włosków wchodzących w jego skład mają istotne znaczenie determinacyjne, np. u rodzaju Geoica.